# 小谷松站
小谷松站（日语：／ Koyamatsu eki */?）是位於千葉縣夷隅郡大多喜町，屬於夷隅鐵道的夷隅線車站。

## 車站構造
此站與久我原站同屬1960年啟用的車站，以服務大字小谷松及大字部田邊沿的居民。自開業以來均採用簡易車站模式運作，不設有站房。設計亦與久我原站相同，從熊野神社參道對出的馬路直接進入月台範圍。

### 月台配置
只設有1面1線的單式月台。長度約為45米，有效長度為2輛。月台上亦只有靠近出入口的地方建有一座以木和玻璃窗所搭成的有蓋候車亭。候車亭內亦只放置了一張木製長櫈，另外在月台上放置了幾個花壇，僅此而已。為美化候車亭，2022年時把原用作告示板的候車亭背板，將其畫上油菜花田的圖畫。
列車靠站時，往大原方向為右側上落；往上總中野方向為左側上落。
| 路線    | 方向 | 目的地           |
| ------- | ---- | ---------------- |
| ■夷隅線 | 上行 | 大多喜、大原方向 |
| ■夷隅線 | 下行 | 上總中野方向     |

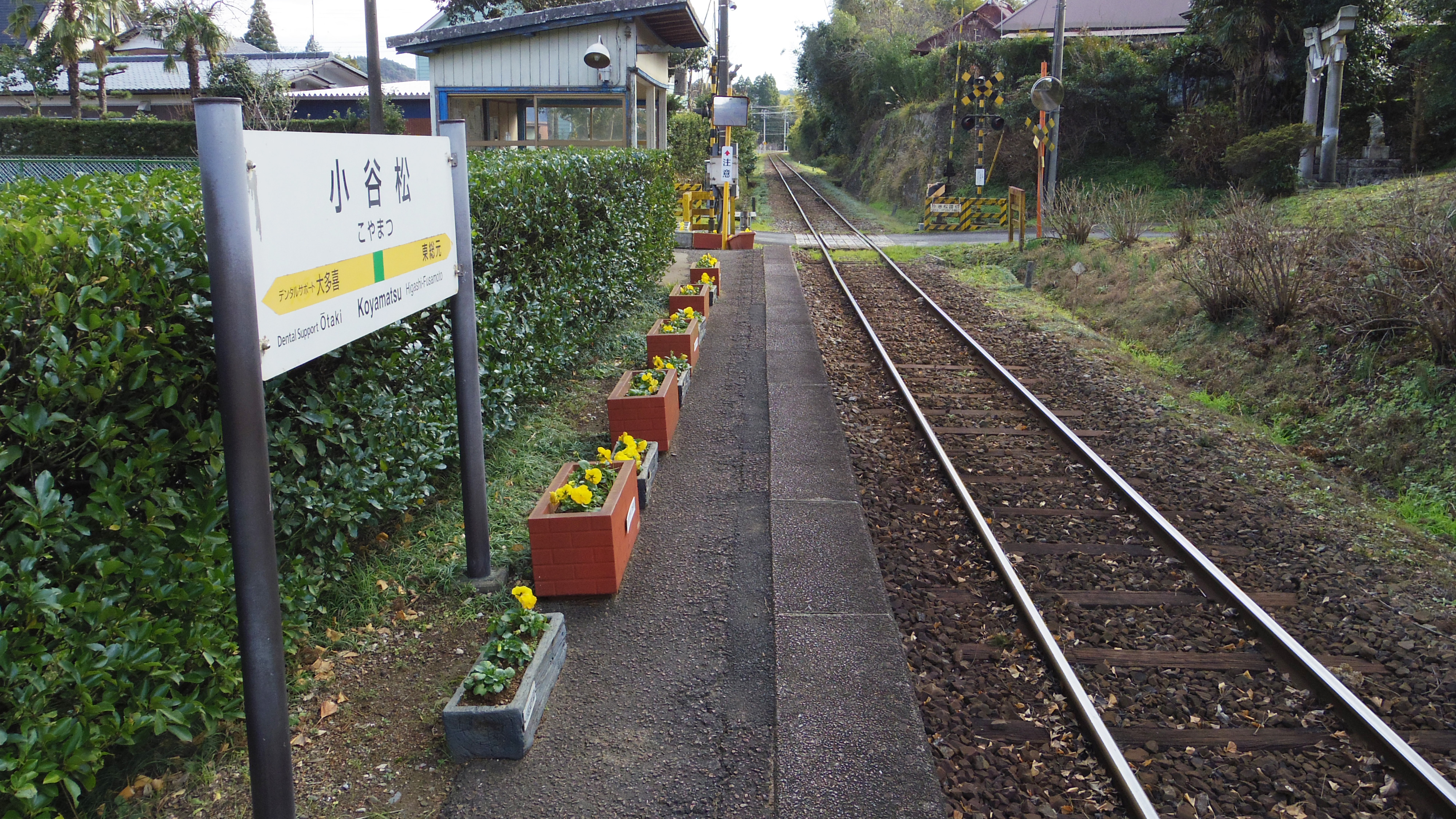
月台望向上總中野方向（2015年12月）
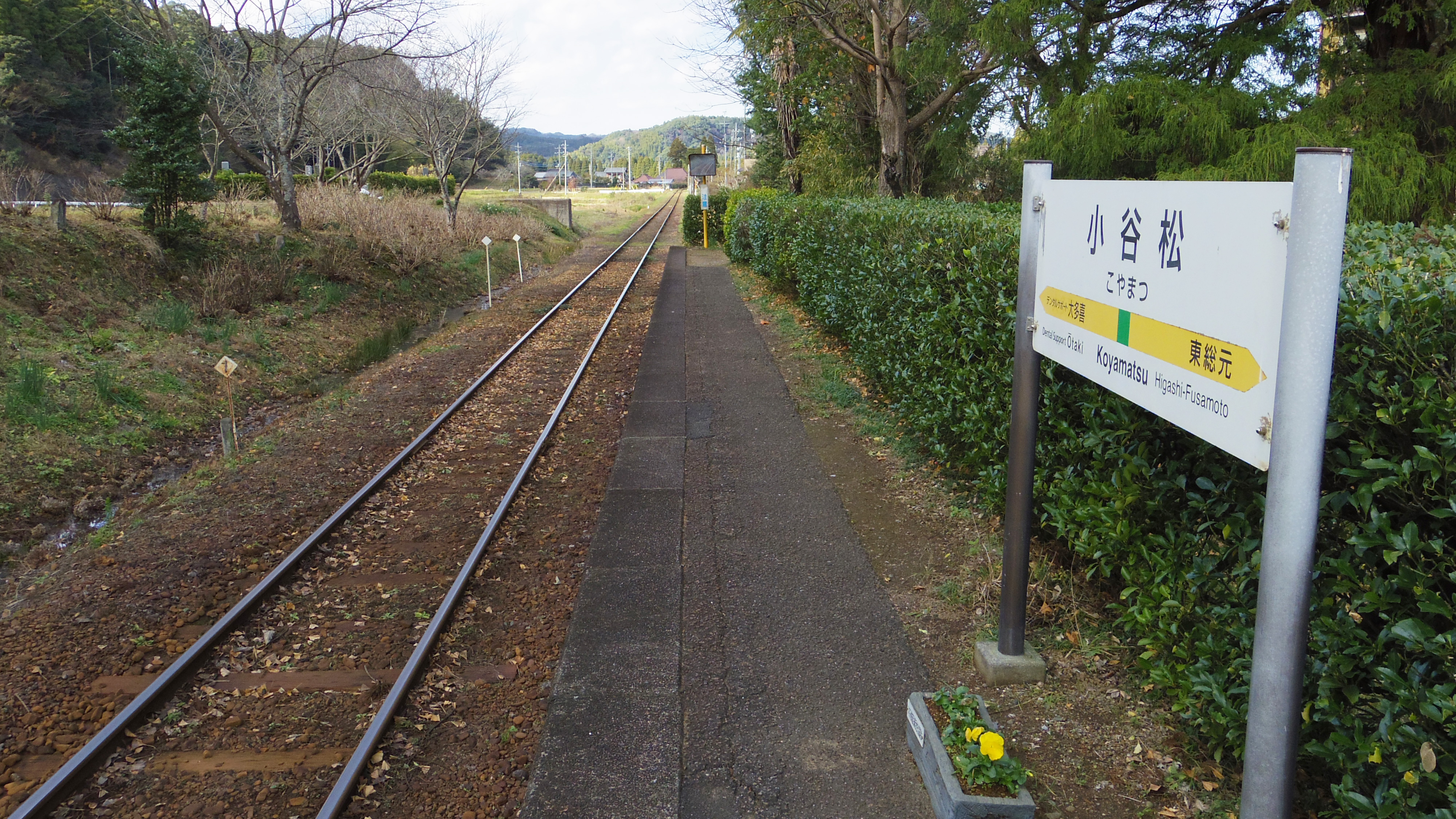
月台望向大原方向（2015年12月）

## 歷史
- 1960年6月20日：國鐵木原線車站啟用[1][2]。
- 1987年4月1日：國鐵分割民營化，車站由東日本旅客鐵道（JR東日本）營運。
- 1988年3月24日：木原線由夷隅鐵道接管，成為夷隅鐵道夷隅線車站。
- 2024年10月4日：因發生列車脫線事件，全線運休，改以代替巴士運行[3][4]。

## 使用狀況
本站日均使用量十分稀少，大部份年度均只有少於10人的乘客量。
| 年度 | 一日平均 乘車人次 | 出處        |
| ---- | ----------------- | ----------- |
| 2007 | 18                | [ 統計 1 ]  |
| 2008 | 10                | [ 統計 2 ]  |
| 2009 | 7                 | [ 統計 3 ]  |
| 2010 | 6                 | [ 統計 4 ]  |
| 2011 | 6                 | [ 統計 5 ]  |
| 2012 | 7                 | [ 統計 6 ]  |
| 2013 | 5                 | [ 統計 7 ]  |
| 2014 | 4                 | [ 統計 8 ]  |
| 2015 | 6                 | [ 統計 9 ]  |
| 2016 | 12                | [ 統計 10 ] |
| 2017 | 4                 | [ 統計 11 ] |
| 2018 | 3                 | [ 統計 12 ] |
| 2019 | 3                 | [ 統計 13 ] |
| 2020 | 4                 | [ 統計 14 ] |
| 2021 | 4                 | [ 統計 15 ] |
| 2022 | 9                 | [ 統計 16 ] |

## 相鄰車站
夷隅鐵道
■夷隅線
大多喜－小谷松－東總元

### 統計資料
1. ↑  千葉縣統計年鑑（平成20年） （页面存档备份，存于）（日語）
2. ↑  千葉縣統計年鑑（平成21年） （页面存档备份，存于）（日語）
3. ↑  千葉縣統計年鑑（平成22年） （页面存档备份，存于）（日語）
4. ↑  千葉縣統計年鑑（平成23年） （页面存档备份，存于）（日語）
5. ↑  千葉縣統計年鑑（平成24年） （页面存档备份，存于）（日語）
6. ↑  千葉縣統計年鑑（平成25年） （页面存档备份，存于）（日語）
7. ↑  千葉縣統計年鑑（平成26年） （页面存档备份，存于）（日語）
8. ↑  千葉縣統計年鑑（平成27年） （页面存档备份，存于）（日語）
9. ↑  千葉縣統計年鑑（平成28年） （页面存档备份，存于）（日語）
10. ↑  千葉縣統計年鑑（平成29年） （页面存档备份，存于）（日語）
11. ↑  千葉縣統計年鑑（平成30年） （页面存档备份，存于）（日語）
12. ↑  千葉縣統計年鑑（令和元年） （页面存档备份，存于）（日語）
13. ↑  .   [2025-04-22]. （原始内容存档于2023-07-25）.
14. ↑  千葉縣統計年鑑（令和3年），11 運輸・通信—111民鉄等駅別1日平均運輸状況（2020(令和2)年度）
15. ↑  千葉縣統計年鑑（令和4年），11 運輸・通信—111民鉄等駅別1日平均運輸状況（2021(令和3)年度）
16. ↑  .   [2025-04-22]. （原始内容存档于2025-01-27）.

## 外部連結
- 夷隅鐵道小谷松站（页面存档备份，存于）（日語）